# أميتزور شابيرا
أميتزور شابيرا (بالعبرية: עמיצור שפירא) (9 يوليو 1932 - 6 سبتمبر 1972) عداء ومتنافس في القفز الطويل إسرائيلي في عقد 1950 ومدرب للفريق الإسرائيلي في دورة الألعاب الأولمبية الصيفية 1972 في ميونيخ بألمانيا الغربية وقتله مسلحون فلسطينيون من منظمة أيلول الأسود في عملية ميونيخ.

## السيرة الذاتية
ولد أميتزور شابيرا في إسرائيل وكان مقيما في هرتسليا. لسنوات عديدة عمل مدرسا ومعلما في الكلية اليهودية في معهد وينغات. عندما ذهب شابيرا إلى دورة الألعاب الأولمبية الصيفية عام 1972 كان المدرب الرئيسي لفريق المسار والميدان الإسرائيلي. خلال دورة الألعاب الأولمبية عام 1972 أخذ هو و 10 أعضاء آخرين في الفريق الأولمبي الإسرائيلي رهائن من قبل الفدائيين العرب. أطلق النار على إسرائيليين في بداية المحنة بينما احتجز تسعة آخرين (بمن فيهم شابيرا) كرهائن ثم قتلوا في وقت لاحق على مدرج قاعدة فورستنفلدبروك الجوية أثناء محاولة إنقاذ متقطعة قامت بها شرطة ميونخ وحرس الحدود البافاريان.
كان شابيرا مدرب إستر شاشاماروف الذي أصبح في وقت لاحق رياضي أولمبي إسرائيلي (في عام 1976 أصبحت أول إسرائيلي يصل إلى نهائي أوليمبي). عندما سمعت أنباء أن مدربها قد قتل انسحبت من أولمبياد 1972.
دفن في مقبرة كريات شاؤول في تل أبيب.

## الأدب
- سيمون ريف: يوم واحد في سبتمبر. القصة الكاملة لمذبحة أولمبياد ميونيخ عام 1972 وعملية الانتقام الإسرائيلية غضب الله. أركاد، نيويورك 2000. (ردمك 1-55970-547-7).

## روابط خارجية
- أميتزور شابيرا على موقع أوليمبيديا (الإنجليزية)